# ليونارد ن. ستيرن
ليونارد ن. ستيرن (بالإنجليزية: Leonard N. Stern)‏ هو خبير مالي وشخصية أعمال أمريكي، ولد في 28 مارس 1938 في نيويورك في الولايات المتحدة.